# Primeira Campanha da Cisplatina

O Império do Brasil (Branco) e a Província da Cisplatina (vermelho).

Primeira Campanha da Cisplatina foi a primeira invasão da Cisplatina por tropas portuguesas de D. João VI entre 1811 e 1812.
Após a independência de Buenos Aires, em maio de 1810, foram criadas as Províncias Unidas do Rio da Prata, que desejavam a anexação da Banda Oriental ao novo país. Devido à revoltas internas, o governo uruguaio recorreu à ajuda lusa, Dom João VI enviou 4 mil soldados do Rio de Janeiro para apoiar a cidade.
O governo português enviou inicialmente o chamado Exército de Observação, que estacionou na fronteira , dividido entre uma tropa comandada pelo marechal Curado, com batalhões de infantaria, baterias de artilharia de São Paulo, um esquadrão de milícias de Rio Pardo e uma companhia de lanceiros guaranis; e o marechal Manuel Marques de Sousa com um batalhão de infantaria de Rio Grande, dois esquadrões de cavalaria ligeira, quatro esquadrões da cavalaria ligeira de São Paulo, e um esquadrão de cavalaria de milícias do Rio Grande. Estas forças foram colocadas sob o comando do marechal Mena Barreto, nas Missões. Em 7 de março de 1811, Diogo de Sousa, governador da Capitania de São Pedro do Rio Grande do Sul, chega a Bagé, estabelecendo ali seu Quartel General.
Sob comando de Diogo de Sousa, a tropa atravessou o Rio Jaguarão, em 17 de julho de 1811. Marques de Sousa tomou Cerro Largo em 23 de julho, em 5 de setembro ocupou o Forte de Santa Teresa, abandonado pelos espanhóis e à noite invadiu o acampamento inimigo em Castilhos. Em 14 de outubro Diogo de Sousa chega a Maldonado sem reação uruguaia.
Pressionado pelos britânicos, interessados no porto de Montevidéu, e acuados pelas tropas portuguesas o vice-rei uruguaio Francisco Javier de Elío, fiel à Espanha assina um armistício, em 20 de outubro, o Tratado de Pacificação, com as tropas rebeldes de José Artigas, que retornaram à Salto, bem como com as de Rondeau (comandante das tropas de Buenos Aires) , que voltaram a Buenos Aires. Manuel dos Santos Pedroso, que perseguia Artigas, estacionou em Arapeí. Diogo de Sousa foi surpreendido pela notícia, enquanto estava já nas proximidades de Montevidéu.
Em 1812 Diogo de Sousa convocou ao exército todos os rio-grandenses entre 16 e 40 anos de idade, formando um exército que rumou para Paisandu, lá entrando em 2 de maio de 1812. Bento Manuel Ribeiro atacou Japeju, enquanto o coronel Francisco das Chagas Santos, com 300 milicianos, arrasou São Tomé e o capitão José de Abreu destruiu a vanguarda de Artigas, composta de índios guaranis.
Em 10 de junho Dom Diogo recebe a ordem de suspender os combates, retorna a Bagé e desmobiliza as tropas milicianas, encerrando a campanha.
Em 1816, ocorreria uma nova invasão da Cisplatina, na Guerra contra Artigas.

## Futuros Farroupilhas
Nesta campanha tiveram seus batismos de fogo, diversos militares que ficariam famososo na Guerra dos Farrapos, como Bento Gonçalves, David Canabarro e Antero José Ferreira de Brito.